# Layers of Fear
Layers of Fear é um jogo eletrônico de terror psicológico desenvolvido e publicado pela Bloober Team para as plataformas Microsoft Windows, Linux, OS X, PlayStation 4 e Xbox One, com seu lançamento mundial ocorrendo no dia 16 de fevereiro de 2016. Foi desenvolvido utilizando a Unity como motor gráfico e, em fevereiro de 2018, o jogo foi também portado para Nintendo Switch sob o nome Layers of Fear: Legacy, sendo jogável com o Joy-Con ou pelo toque de tela.
Em Layers of Fear, o jogador controla um pintor perturbado psicologicamente que procura terminar sua obra-prima enquanto anda por sua mansão vitoriana e descobre segredos sobre a família e obras do artista. A jogabilidade, apresentada em primeira pessoa, é fortemente motivada pelo enredo e apresenta vários puzzles (quebra-cabeças) e elementos de exploração.
No dia 02 de agosto de 2016, o jogo recebeu a expansão Layers of Fear: Inheritance, sequência direta do primeiro jogo na qual o jogador segue a filha do pintor e seu perturbante retorno para a velha mansão. Em outubro de 2018, a Bloober Team anunciou que uma sequência chamada Layers of Fear 2, anteriormente Project Méliès, seria lançada pela publicadora Gun Media em 2019.

## Jogabilidade
O jogador assume o controle de um artista que retornou para seu estúdio. Seu objetivo inicial é terminar sua obra-prima, sendo a tarefa do jogador descobrir como essa tarefa deverá ser realizada. O desafio vem com puzzles que requerem que o jogador procure pelo ambiente por pistas visuais. A casa, no começo, parece simples, mas ela se altera conforme jogador progride. Essas mudanças promovem um alicerce para os puzzles e sustos frequentes, comuns para jogos do tipo.
Layers of Fear é dividido em seis partes, com itens para o jogador encontrar para que complete o trabalho do pintor. O jogo possui baixa iluminação e objetos que encobrem certos aspectos da vida do protagonista. Enquanto completa a pintura, há uma carta que é lentamente formada e que mostra a origem da obra. além de objetos que explicam o segredo do artista através de flashbacks de diálogos.